# Weyrauchia marinezae
Weyrauchia marinezae är en skalbaggsart som beskrevs av Martins och Maria Helena M. Galileo 2008. Weyrauchia marinezae ingår i släktet Weyrauchia och familjen långhorningar. Inga underarter finns listade i Catalogue of Life.